# Leo Čizmić
Leo Čizmić (Afula, Israel 17 de diciembre de 1998 en) es un exjugador de baloncesto croata, que jugaba en la posición de alero. Es hijo del también jugador Teo Čizmić. Se retiró en 2022, tras ascender a la Liga LEB Oro con el Grupo Alega Cantabria.

## Trayectoria deportiva
El alero croata nació en Israel, cuando su padre era jugador profesional y competía en la liga hebrea. Čizmić se formó las categorías inferiores del KK Split. 
En la temporada 2016-17 debutó en la Liga Endesa con el CB Sevilla y que compatibilizaba los entrenamientos entre el primer equipo del Real Betis Energía Plus y el filial.
En diciembre de 2015, Leo se convirtió en el jugador más joven en debutar en el CB Sevilla en Liga ACB. Čizmić jugó sus primeros minutos con el equipo hispalense a los 17 años y tres días.
En la temporada 2016-17, Čizmić es cedido al Aceitunas Fragata Morón de LEB Plata por el CB Sevilla durante dos temporadas. La siguiente temporada juega en el Bàsquet Girona. 
En la temporada 2017/2018, es cedido al Club ARABERRI Saenz Horeca Araberri de Liga LEB ORO, categoría más alta en la que llega a jugar como integrante del equipo durante la temporada, aprovechando esta oportunidad con 15 minutos por partido, en una muy buena temporada del equipo ARABERRI en Liga LEB ORO (1.ª Liga de la Federación Española de Baloncesto).
En julio de 2018, deja de ser jugador del Real Betis Energía Plus y se compromete con el Bàsquet Girona por una temporada.
En la temporada 2019-20, firma por el Club Bàsquet Prat.
En verano de 2020, firma por el Grupo Alega Cantabria de la Liga LEB Plata, en el que jugaría durante dos temporadas.
En agosto de 2022, se retiró del baloncesto en activo, tras ascender a la Liga LEB Oro con el Grupo Alega Cantabria.